# Annobón
Annobón je sopečný ostrov ležící 350 km západně od pobřeží Afriky, který tvoří jednu ze sedmi provincií státu Rovníková Guinea. Má rozlohu 17 km² a žije na něm necelých 5 000 obyvatel. Největším sídlem je San Antonio de Palé na severu ostrova, které je hlavním městem provincie.

## Přírodní poměry
Ostrov je převážně porostlý tropickým pralesem, nachází se na něm kráterové jezero Lago a Pot, nejvyšší vrchol Quioveo má 598 m n. m. Žijí zde endemické druhy ptáků, jako je kruhoočko šedozelené (Zosterops griseovirescens) nebo lejskovec rezavobřichý Terpsiphone smithii. Na ostrově byla vyhlášena přírodní rezervace za účelem ochrany stromů jako baobab nebo olivovník Olea capensis zvaný „železné dřevo“.

## Historie
Ostrov objevil João de Santarém na Nový rok 1473, proto ho pojmenoval Ano Bom (Dobrý rok). Portugalci přivezli na neobydlený ostrov osadníky z pevniny. V roce 1778 ostrov přešel smlouvou z El Pardo do vlastnictví Španělska, od roku 1968 je součástí nezávislé Rovníkové Guiney. Diktátor Francisco Macías Nguema ostrov přejmenoval na Pagalu (Ostrov papoušků), po jeho svržení se vrátil původní název. Obyvatelé hovoří annobónštinou, což je směs portugalštiny a afrických jazyků.

## Kultura
Z Annobónu pochází spisovatel Juan Tomás Ávila Laurel.

## Ekonomika
Základem annobónského hospodářství je rybolov. Kontinentální šelf okolo ostrova skrývá velké zásoby ropy.

## Ekologie
Der Spiegel informoval, že od roku 1988 cizí firmy se souhlasem úřadů na Annobónu ukládají radioaktivní odpad. Vláda Rovníkové Guiney zprávy popřela.